# Zólyomkecskés
Zólyomkecskés (szlovákul: Kozelník) község Szlovákiában, a Besztercebányai kerületben, a Selmecbányai járásban.

## Fekvése
Selmecbányától 11 km-re északkeletre fekszik a Jasenica-patak völgyében, a Selmecbányát Garamberzencével (6 km) összekötő 525-ös út és vasút mentén.
Keletről Dobó és Bacúr, északkeletről Osztroluka, északról Garamberzence, nyugatról Kövesmocsár és rövid szakaszon Teplafőszékely, délnyugatról pedig Bélabánya községekkel határos.

## Története
A települést a 15. század elején a garamberzencei vaskohó munkásainak alapították. Első írásos említése 1424-ben történt „Porwba” alakban, ekkor a dobronyai uradalomhoz tartozott. Mai szlovák nevén csak 1553-ban tűnik fel először. 1582 és 1668 között a töröknek adózott. A 17. században a bányakamara vaskohót alapított itt, melyet a kecskésiek faszénnel láttak el. A szabad szénégetésért az uradalomnak adóval fizettek.  A 18. század elején munkával helyettesítették a pénzbeli befizetéseket.
A 18. század végén Vályi András így ír róla: „KOZELNIK. Tór falu Zólyom Várm. földes ura G. Eszterházy Uraság, lakosai katolikusok, fekszik Baczukhoz nem meszsze, és annak filiája, határja valamennyire hegyes, köves, és nehéz mivelésű, Zólyom, és Körmöcz Bánya között vagyon, keresette jó módgya van, legelője elég, földgye közép termékenységű, fája is elég van.”
1828-ban a falu 35 házában 247 lakos élt, akik főként mezőgazdasággal, szénégetéssel, erdei munkákkal foglalkoztak és a környék üzemeiben dolgoztak.
Fényes Elek 1851-ben kiadott geográfiai szótárában így ír a faluról: „Kozelnik, Zólyom m. tót falu, a selmeczi országutban: 49 kath., 198 evang. lak. F. u. többen.”
A trianoni diktátumig Zólyom vármegye Zólyomi járásához tartozott.
A háború után lakói földművesek, erdei munkások voltak.

## Népessége
| Év:            | 1994. | 2004.   | 2014.    | 2024.   |
| -------------- | ----- | ------- | -------- | ------- |
| Emberek száma: | 213   | 205     | 177      | 174     |
| Eltérés:       |       | -3,75 % | -13,65 % | -1,69 % |

| Év:            | 2023. | 2024.   |
| -------------- | ----- | ------- |
| Emberek száma: | 167   | 174     |
| Eltérés:       |       | +4,19 % |

1910-ben 304, túlnyomórészt szlovák lakosa volt.
2001-ben 204 szlovák lakosa volt.
2011-ben 185 lakosából 183 szlovák.

## Nevezetességei
Vendéglője a 18. század végén épült barokk stílusban.

## Külső hivatkozások
- E-obce.sk Archiválva 2009. november 14-i dátummal a Wayback Machine-ben
- Községinfó
- Zólyomkecskés Szlovákia térképén